# Claude Vanony
Claude Vanony, né le 1er août 1935 à Gérardmer (Vosges), est un conteur et humoriste français.

## Biographie
Fils d'artisan, Claude Vanony travaille dès l'âge de quatorze ans sur les chantiers de son père. Au retour d'un service militaire de 27 mois au Maroc, il choisit de s'installer dans ses Vosges natales.
Il profite de l'engouement accru pour les vacances à la montagne et devient en 1962 professeur dans un centre Jeunesse et Sports où l'hiver il enseigne le ski, et l'été la voile, le canoë et l'escalade à la base de plein air de Gérardmer.
Parallèlement, il joue dans une troupe de théâtre amateur puis intègre le groupe folklorique local des « Ménestrels », où Jean Grossier lui permet d'exprimer sa passion pour le spectacle. Comme il l'indique à l'occasion de la remise des insignes de Chevalier dans l'Ordre des Arts et des Lettres, « Nous interprétions le folklore vosgien par la danse et le chant un peu partout en France. Mais nous ne pouvions pas jouer de l'épinette en défilant, ni danser facilement avec nos sabots dans les différents festivals. Nous avons cherché ce qu'il y avait de plus intéressant dans une veillée vosgienne. Le rôle du petit vieux avec sa lanterne et son chapeau qui s'ennuie chez lui et qui va chez ses voisins m'est tombé dessus ». Ses histoires courtes, racontées avec un accent vosgien caricatural, sont alors plébiscitées par le public local et par les touristes, le poussant à enregistrer un premier 45 tours dès 1967.
Il forge alors son personnage de scène : chapeau de feutre, chemise blanche, gilet en peau de vache, sabots de bois et un immense pantalon de gros velours soutenu par des bretelles, caricature immuable du paysan vosgien, à l'image des quinquagénaires qu'il a pu observer dans sa jeunesse.
Sa renommée s'étend aux régions voisines : il est sollicité pour de nombreuses représentations. En 1988, il reçoit le Prix Fernand Raynaud, mais reste boudé par les médias qui lui reprochent de céder à la facilité voire à la trivialité. Il passe cependant en vedette à l'Olympia le 26 janvier 2003 et le 14 novembre 2004 pour un récital de deux fois une heure ainsi que le 15 janvier 2012.
Claude Vanony invite régulièrement Dominique Walter à ses spectacles : Dominique Walter a participé au spectacle du 15 janvier 2012 à l'Olympia  avec ses chansons vosgiennes et fêté les 80 ans de Claude Vanony le 25 octobre 2015.

## Œuvres
Les histoires de Claude Vanony ont souvent pour cadre les Hautes Vosges de la première moitié du XXe siècle. Les personnages, plutôt pittoresques, sont les paysans et les bûcherons locaux. Leurs épouses sont également très présentes, tantôt en gardiennes de la morale, tantôt en femmes légères. D'autres contes fustigent les évolutions de la vie moderne, en proposant une vision décalée où les approximations de vocabulaire s'ajoutent au comique des situations. Le tout est dit sur scène avec un fort accent vosgien agrémenté de quelques mots d'usage très local, à l'instar de l'interjection Môôhn ! omniprésente, ou de patois, mais toujours faciles à traduire.
Discographie

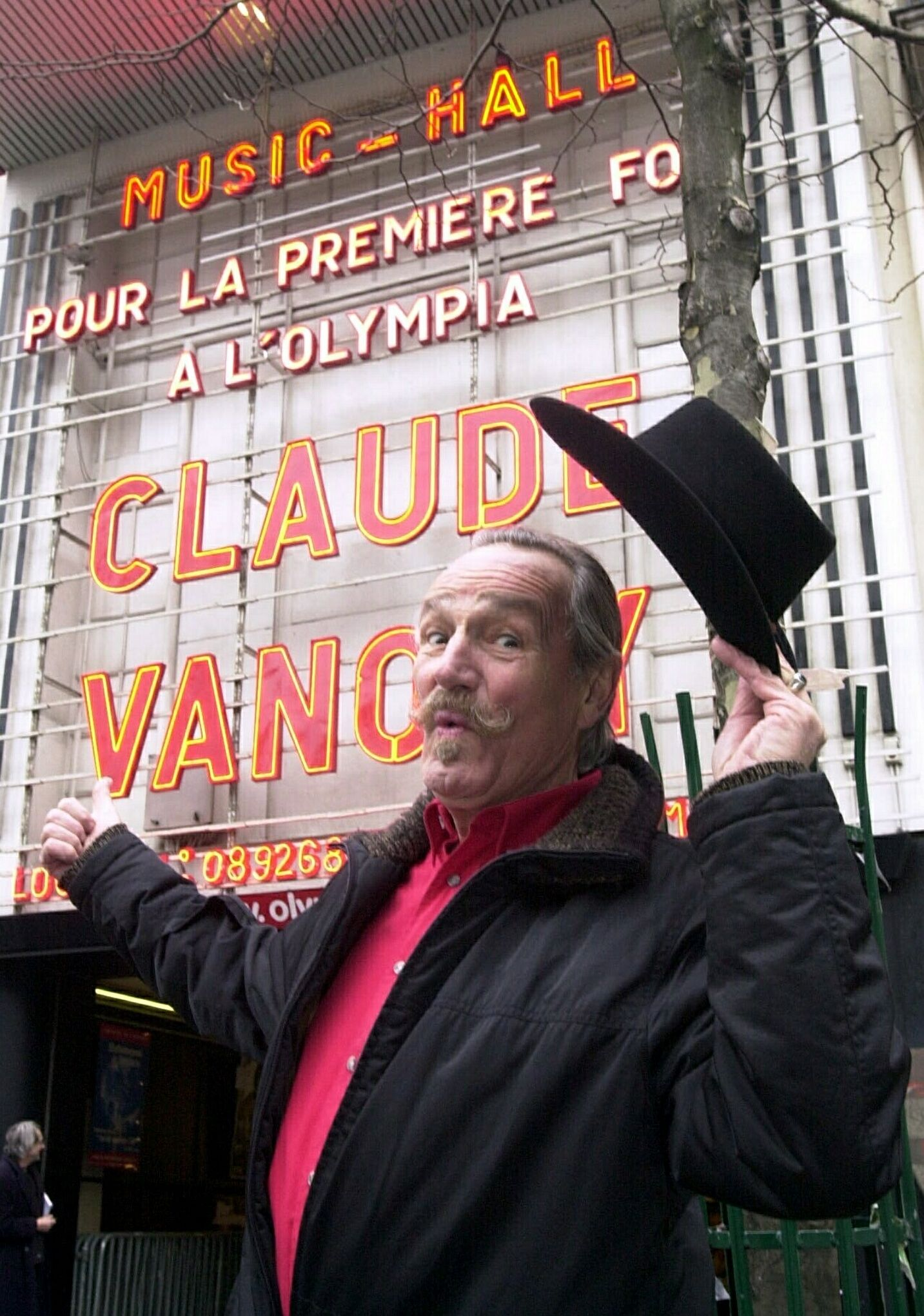
Claude Vanony devant l'Olympia en janvier 2003.

- vol. 1 : Osé (Disques Déesse DDLX 30, 1971)
- vol. 2 : Comme j'vous l'dis (Disques Déesse DDLX 50, 1972)
- vol. 3 : Attends que j't'en cause (Disques Déesse DDLX 80, 1974)
- vol. 4 : Mmm... les brimbelles ! (Disques Déesse DDLX 120, 1975)
- vol. 5 : La Bête des Vosges... (Disques Déesse DDLX 150, 1977)
- vol. 6 : La Guerre (Disques Déesse DDLX 180, 1979)
- vol. 7 : Y marche pas mon truc !... (Disques Déesse DDLX 200, 1980)
- vol. 8 : Il était une fois dans l'Est... (Disques Déesse DDLX 220, 1981)
- vol. 9 : Nom d'un chien ! (Disques Déesse DDLX 240, 1982)
- vol. 10 : L'Air aux biques (Disques Déesse DDLX 260, 1985)
- vol. 11 : L'Ordinateur (Disques Déesse DDLX 270, 1987)
- vol. 12 : Ah ! les Parigots... (Disques Déesse 280-2, 1988)
- vol. 13 : Le 3e âge en avion (Disques Déesse 290-2, 1990)
- Après la tempête[3]

Scénarios de bande dessinée
Les dessins, signés Stéphane Chopat, font une part belle à l'image du conteur sur scène.
- L'Enterrement du Nonon Batisse
- La Bête des Vosges
- Le Mariage du Minmin

## Bibliographie

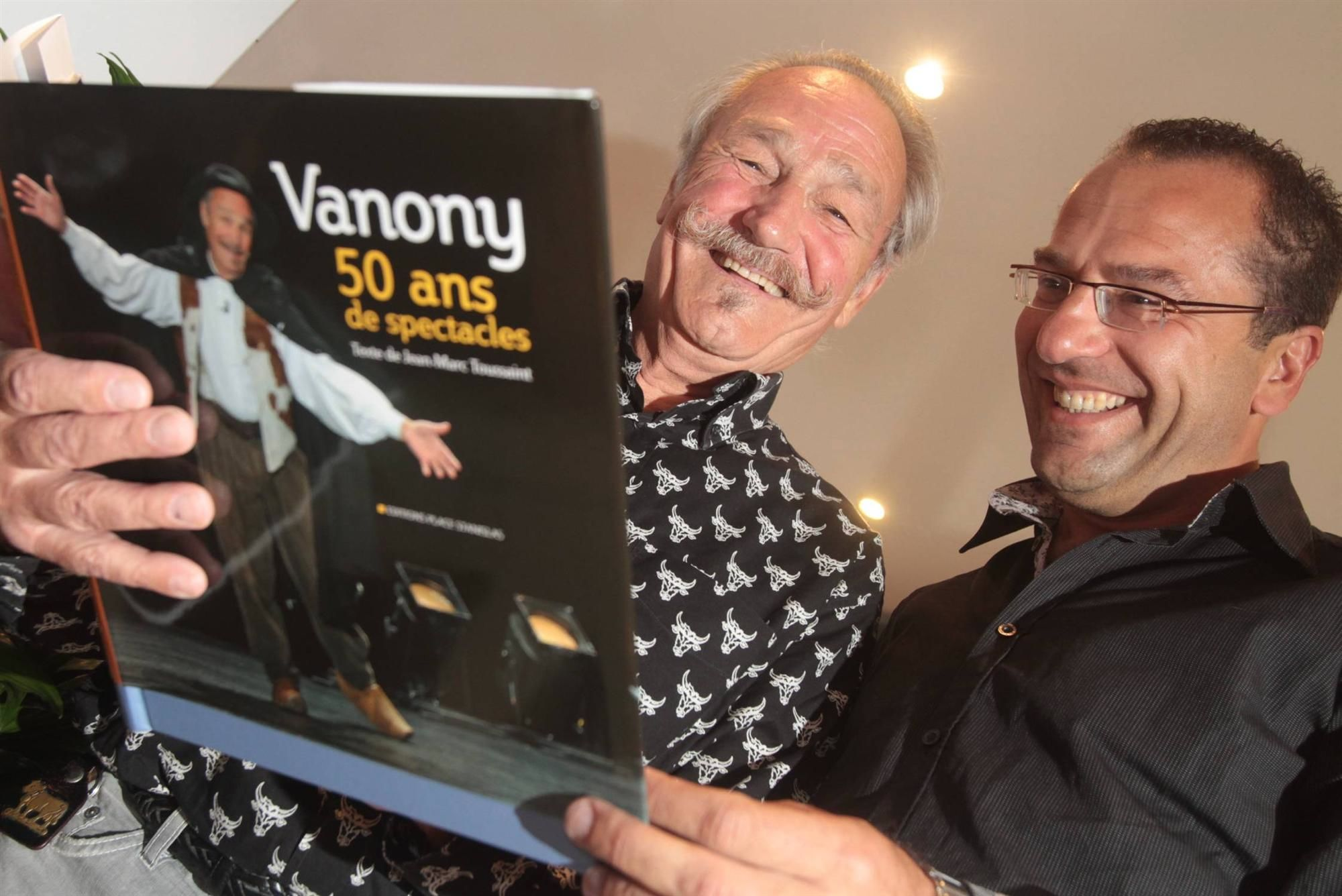
Claude Vanony à la sortie de son second livre en septembre 2010.

## Il était une fois la résistance
- En 2011, il joue le Père Mourey dans la web-série Il était une fois la résistance aux côtés de Clothaire Leniobey, Filipe Domingues, Fabien Bellanger, Stéphane Agreda et Isabelle Ibanez.

## Théâtre
- 2018 : Le Tombeau d'Achille, d'André Roussin, mise en scène de Jérôme Thibault.

## Citations
- « Môôhn » (Interjection typiquement vosgienne, connue du grand public grâce à Claude Vanony, qui la met en valeur sur scène).

## Distinctions
- Nommé dans l'ordre des Arts et des Lettres au grade de chevalier par décision de Frédéric Mitterrand, alors ministre de la Culture et de la Communication, distinction remise par Jack Lang[4], ancien ministre de la Culture, le 29 mai 2012 à Gérardmer
- Titulaire de deux disques d'or (1988, 2003), ainsi que du prix Fernand Reynaud